# Beautiful Harmony
木下グループ Beautiful Harmony（きのしたグループ・ビューティフル・ハーモニー）は、2013年4月6日から2017年10月28日まで放送されていたFM802制作のラジオ番組。かつては同社が運営するFM COCOLOとMegaNet系列として関係があるInterFM897、Radio NEOでも同時ネットされていた。

## 概要
ウイークデイが終わって開放的な週末。慌しい日常を過ごす女性の口癖は「自分へのご褒美」そんな女性たちがより楽しめるよう、ちょっと贅沢な気分を演出するおしゃれな情報と音楽をお届けする60分プログラム。

## 放送時間
- 毎週土曜 21:00 - 22:00

## パーソナリティ
- 大抜卓人
- Dream Ami